# Jozef Jarabinský
Jozef Jarabinský (* 12. März 1944 in Jarabina) ist ein ehemaliger slowakischer Fußballspieler und -trainer.
In seiner Trainerlaufbahn bevorzugte er meist einjährige Engagements und arbeitete außer in Tschechien auch in Griechenland, Spanien sowie vor allem in der türkischen Süper Lig.

## Spielerkarriere
Jozef Jarabinský begann mit dem Fußballspielen bei 1. FC Tatran Prešov, 1960 wechselte er zu Slovan Bratislava, wo er zwei Jahre blieb, ehe er nach Prag ging, um bei Bohemians Prag zu spielen. Bei den Grün-Weißen schaffte der Stürmer 1964 den Sprung in die erste Mannschaft, in der er bis 1968 spielte. Anschließend wechselte Jarabinský zu Dukla Prag. Bei der Armeemannschaft blieb der Slowake nur eine Saison, in der er mit dem Tschechoslowakischen Pokal seinen einzigen Titel als Spieler holte. Von 1969 bis 1971 spielte Jarabinský bei Sparta Prag, von 1971 bis 1973 beim damaligen Zweitligisten SONP Kladno. Seine Spielerlaufbahn beendete Jozef Jarabinský nach der Saison 1973/74, in der er für den damaligen Viertligisten Meteor Prag spielte, dem er zum Aufstieg in die 3. Liga verhalf.
Erfolge
- Tschechoslowakischer Pokalsieger: 1968/69

## Trainerkarriere
Jarabinskýs erste Trainerstation waren die Juniorenabteilung von Sparta Prag, in der er von 1974 bis 1983 insgesamt neun Jahre arbeitete. Seine erste Mannschaft im Seniorenbereich war 1983/84 Vagónka Poprad in der slowakischen Gruppe der zweigeteilten 2. Liga. Mit 28 Punkten aus 30 Spielen belegte Vagónka den achten Rang. In der folgenden Saison war Jarabinský Trainer bei Tatran Prešov, mit dem er den zwölften Platz in der 1. Liga erreichte. Erneut nach nur einem Jahr wechselte Jarabinský den Verein. In der Saison 1985/86 gelang ihm mit Plastika Nitra der Aufstieg in die 1. Tschechoslowakische Liga.
Im Anschluss verließ Jozef Jarabinský Nitra und kehrte als Co-Trainer zu Sparta Prag zurück. Zur Saison 1988/89 wurde er Cheftrainer und konnte mit der Mannschaft den Tschechoslowakischen Meistertitel verteidigen. Zudem gewann Sparta auch den Tschechoslowakischen Pokal. Im Spieljahr 1989/90 wurde Sparta unter Jarabinský erneut Meister. Nächste Station Jarabinskýs war der türkische Erstligist Gençlerbirliği Ankara, den er auf den zehnten Platz führte. In der Saison 1991/92 trainierte der Slowake den spanischen Zweitligisten Betis Sevilla. Einige Monate ohne Job löste er Anfang Oktober 1992 Vlastimil Petržela als Trainer bei Slavia Prag ab und wurde Vizemeister. Nach der Hinrunde der Saison 1993/94 wurde er jedoch selbst ersetzt.
In der darauffolgenden Spielzeit 1994/95 war Jarabinský Trainer bei Union Cheb, aber schon nach dem neunten Spieltag trennte sich der Verein von ihm. Noch in der gleichen Saison, Ende März 1995 löste er Jürgen Sundermann als Trainer bei Sparta Prag und führte die Mannschaft trotz fünf Punkten Rückstand auf Slavia zum Tschechischen Meistertitel. Im Dezember 1995 wurde Jarabinský entlassen, die Mannschaft stand nach 15 Runden nur auf Platz vier. 1996 trainierte Jarabinský kurzzeitig Aris Saloniki.
Die nächsten vier Jahre arbeitete Jozef Jarabinský in der Türkei und trainierte jeweils für eine Saison die Mannschaften von MKE Ankaragücü (1996/97), Samsunspor (1997/98), Antalyaspor (1998/99) und Göztepe Izmir (1999/00). Er kehrte 2001 nach Tschechien zurück und erreichte mit Baník Ostrava den sechsten Platz in der Gambrinus-Liga. Zur Saison 2002/03 war er erneut Cheftrainer bei Sparta Prag, musste den Verein in der Winterpause jedoch verlassen, obwohl die Mannschaft Tabellenführer war. Ende Oktober 2004 kehrte er zum amtierenden Tschechischen Meister nach Ostrava zurück, konnte der Mannschaft aber keine neuen Impulse geben. Nach anderthalb Jahren Pause fand er Anfang 2007 beim chinesischen Erstligisten Tianjin Teda eine neue Herausforderung. Im Mai 2008 trat er von seinem Posten zurück.
Im Sommer 2008 übernahm Jarabinský in der türkischen Süper Lig Antalyaspor, wurde aber mangels Erfolg Ende Oktober 2008 entlassen.
Erfolge
- Tschechoslowakischer Meister: 1988/89, 1989/90
- Tschechoslowakischer Pokalsieger: 1988/89
- Tschechischer Meister: 1994/95